# Ex Calling
Ex Calling è un singolo del cantante statunitense 6lack, pubblicato il 25 luglio 2016 come primo estratto dal primo album in studio Free 6lack.
Il singolo è un remake del brano del rapper Future intitolato Perkys Calling.

## Video musicale
Il video musicale è stato reso disponibile attraverso il canale YouTube dell'interprete il 5 dicembre 2016.